# Aggregat 10

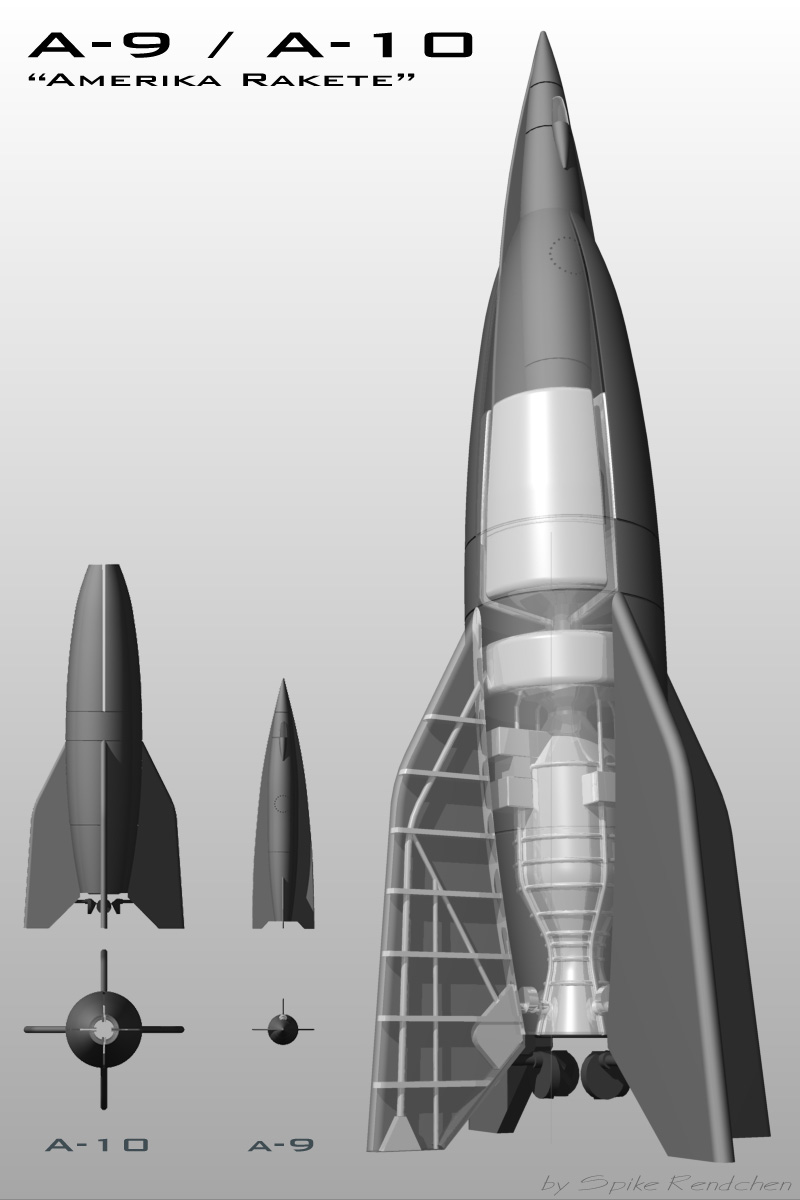
Aggregat 9/10

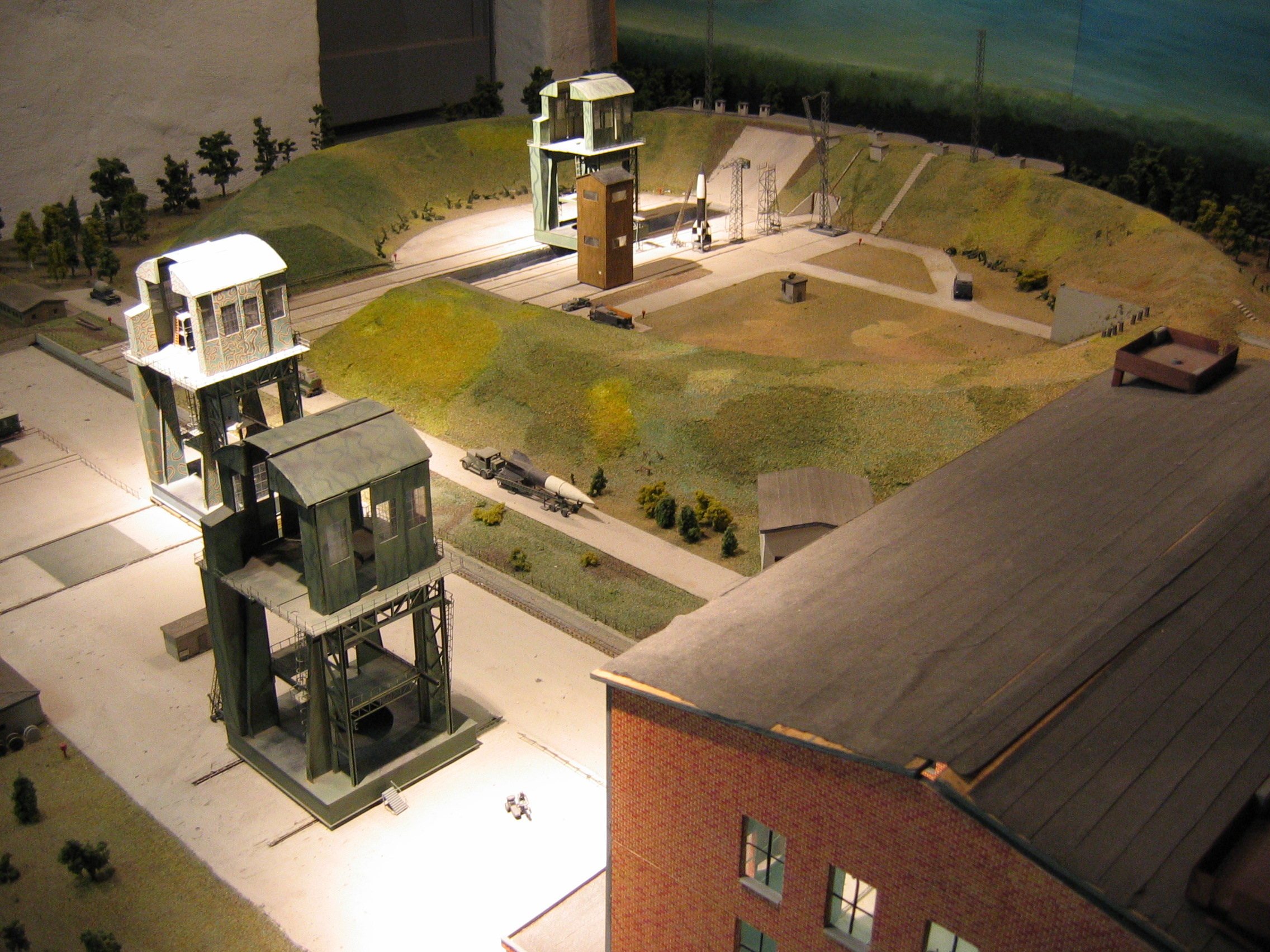
Der Prüfstand VII der HVP Peenemünde war schon beim Bau 1938 für die „Amerikarakete“ dimensioniert.

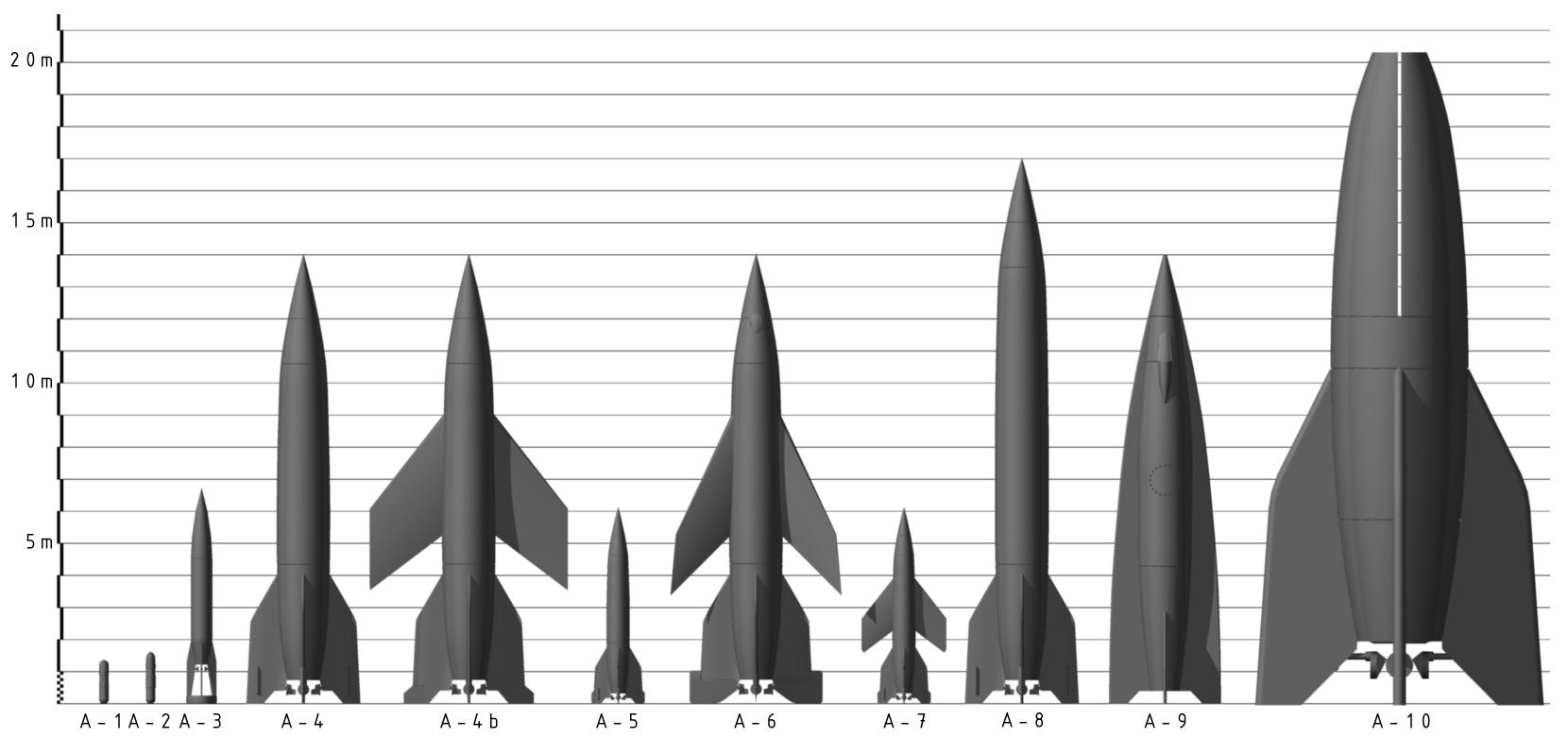
Größenvergleich A1 bis A10

Aggregat 10 (kurz A10) war gemeinsam mit A9 das weltweit erste Projekt einer transatlantischen ballistischen Rakete.
Die Planungsphase des deutschen Raketenprojekts, die man als „zweistufige Fernrakete mit Tragflügeln“ bezeichnete, begann 1940, der erste Flug war 1946 geplant. A10 sollte als Startstufe von A9 (bemannt sowie unbemannt) einen Angriff auf die USA ermöglichen, daher kam gegen Ende 1944 auch die Bezeichnung „Amerika-Rakete“ auf. 1943 war allerdings die Fortführung der Projektarbeit an A9/A10 verboten worden, da zu jenem Zeitpunkt sämtliche Bemühungen auf die Perfektion und Produktion der A4-Rakete gerichtet wurden. Wernher von Braun konnte jedoch das Verbot umgehen, indem er für A9 den Decknamen Aggregat 4b wählte und so einen Zusammenhang zur A4-Rakete herstellte. Dies ermöglichte die Fortführung der Projektarbeit und einige Testflüge, allerdings wurde die Projektarbeit nach dem letzten Test mit A4b im Januar 1945 eingestellt.
A10 sollte mit Alkohol und Flüssigsauerstoff angetrieben werden. Der Schub der Triebwerke sollte 2000 kN betragen, die Brennzeit 55 Sekunden. Der Durchmesser sollte 4,12 Meter betragen. 1940/41 erwartete man eine Reichweite von etwa 4.000 km, in einer Zeichnung zur projektierten Reichweite findet sich ein Apogäum der erste Stufe von etwa 150 km Höhe und einer Reichweite von über 1.000 km. Nach einem Abfall der Bahnhöhe auf deutlich unter 100 km sollte die zweite Stufe die Höhe erneut auf 100 km anheben. Als Ziel wurde New York angestrebt – bei einem Flächenangriff ging man von einem Streukreis mit einem Radius von 2 km um den Zielpunkt aus.
Für den Start dieser Rakete, die in ihrer Größe die Aggregat 4 übertroffen hätte, war der Prüfstand VII in Peenemünde bereits beim Bau 1938 ausgelegt worden. Für die Produktion von A10 wurde eine neue Raketenfabrik im österreichischen KZ Ebensee errichtet.